# Ватолин, Виктор Алексеевич
Ви́ктор Алексее́вич Вато́лин (24 ноября 1935, Калуга — 17 января 2016, Новосибирск) — советский и российский сценарист, редактор кино и телевидения, историк кино, киновед, журналист.

## Биография
Родился в Калуге в семье служащих (по другим сведениям в деревне Сучаново Калужской области в семье учителей). С осени 1941 года семья жила в эвакуации в Казахстане, после гибели отца на фронте в 1943 году вернулась в Калугу.
В 1953 году окончил калужскую среднюю школу, в 1958 году — факультет журналистики Московского государственного университета имени М. В. Ломоносова (МГУ). В 1957 году проходил преддипломную практику в Томской областной газете. После окончания университета работал на Томском телевидении: с 1958 года — ответственный редактор литературно-драматической редакции, с 1963 года — главный редактор художественных программ, выступал также в роли ведущего телепрограмм. В 1967 году закончил заочную аспирантуру МГУ. В 1967 году переехал в Новосибирск, с февраля 1967 года работал на Новосибирской студии телевидения. В 1968 году пробовал свои силы в режиссуре документальных фильмов, однако снятый им фильм «Егоров» был запрещён Гостелерадио к показу, впервые фильм был показан в Новосибирске через 25 лет после его создания.
В 1972—1989 годах — главный редактор и руководитель художественного совета студии «Новосибирсктелефильм». Входил в число широко известных в стране работников телевидения. В 1989—1994 годах — главный редактор студии «Обь-фильм» ТПО «Обь» Западно-Сибирского отделения Союза кинематографистов Российской Федерации. В 1996—2003 годах — научный сотрудник Новосибирского государственного краеведческого музея.
В качестве редактора участвовал в создании более 100 картин. По сценариям Ватолина снято более 60 документальных и научно-популярных фильмов. Ряд работ отмечен наградами всесоюзных конкурсов и фестивалей.
Автор ряда книг и статей по истории кинематографа Сибири; сборник «Кино в Сибири» (2012) стал первой книгой по истории сибирского кино, охватившей все основные периоды его развития.
Член Союза журналистов СССР (1961), Союза кинематографистов СССР (Западно-Сибирское отделение) (1962).
Умер 17 января 2016 года в Новосибирске.

## Избранная фильмография

### Сценарист
- 1969 — Дружба
- 1969 — По следам тунгусской катастрофы (совместно с О. Максимовым)
- 1969 — Не могу я погибнуть
- 1970 — Встреча с древней Монголией (совместно с О. Максимовым)
- 1973 — По следу соболя
- 1973 — Круг почёта
- 1975 — Обь — река сибирская. Фильм второй. Новь таёжной реки
- 1980 — Следующая станция — «Сибирская»
- 1983 — Аллюр три креста
- 1986 — Взводный
- 1987 — Чемпионки
- 1988 — Береста сибирская
- 1991 — Судьба Кузьмы Поклонова

### Режиссёр
- 1968 — Егоров
- 1973 — По следу соболя

### Редактор
- 1971 — Физика в забавах. Выпуск 3
- 1981 —  Геометрия для малышей. Про точку и королевскую дочку (учебный)

## Призы и премии
- 1966 — диплом Всесоюзного конкурса телекинопрограмм за передачу «Здесь родилось мое дарование» о В. Я. Шишкове[1][23]
- 2003 — премия губернатора Новосибирской области в сфере культуры и искусства за 2003 год за многолетнее исследование истории кинематографа в Сибири и создание книги «Синема в Сибири»[10]
- 2003 — диплом Гильдии киноведов и кинокритиков России (премия «Белый слон») в номинации «Книги по истории и теории кино» за книгу «Синема в Сибири. Очерки истории раннего сибирского кино (1896—1917)»[24]
- 2013 — приз XVII фестиваля архивного кино «Белые Столбы» за сборники очерков по истории кинематографа Сибири[25]

## Комментарии
1. ↑  Документальный фильм «Круг почёта» (о новосибирском гонщике В. Дубинине) получил приз на V Всесоюзном кинофестивале спортивных фильмов в Таллине (1974), «Аллюр три креста» (о ветеране ВОВ лётчике К. Азарове) — приз зрительских симпатий на X Всесоюзном фестивале телевизионных фильмов в Алма-Ате (1983), «Судьба Кузьмы Поклонова» (об алтайском шофёре-писателе) — гран-при на XIV Всесоюзном фестивале телевизионных фильмов в Саратове (1991)[1][10].